# Баланс енергії у видобувній свердловині
Баланс енергії у видобувній свердловині (рос. баланс энергии в добывающей скважине; англ. energy balance in extractiving mining hole) – співвідношення кількості енергії, яка надходить із пласта (пластової Епл) та підведена з поверхні у свердловину (штучна Ешт), і енергії, що витрачається на подолання сили ваги гідродинамічного стовпа газорідинної суміші (Ест), сил шляхового (Ет), місцевого (Ем) та інерційного (Еін) опорів, а також на транспортування продукції свердловини від гирла до пункту збирання і підготовки (Етран). Рівняння Б.е. у в.с. записується так: 
Епл + Ешт = Ест + Ет + Ем + Еін + Етран .
Якщо Ешт = 0, то має місце фонтанний спосіб експлуатації свердловини, коли фонтанування свердловини можливе як за рахунок енергії рідини Ер, так і за рахунок енергії стисненого газу Ег. За Ешт > 0 і Епл ≥ 0 спосіб експлуатації називають механізованим. 